# Отношения Папуа — Новой Гвинеи и Франции
Отношения Папуа — Новой Гвинеи и Франции — двусторонние дипломатические отношения  между Папуа — Новой Гвинеей и Францией, которые были установлены в 1976 году вскоре после обретения независимости Папуа — Новой Гвинеи от Австралии.

## История
В 1768 году французский исследователь Луи Антуан де Бугенвиль высадился на остров Новая Гвинея во время своего кругосветного путешествия. Он дал своё имя острову, расположенному к востоку от Новой Гвинеи. В 1870-х и 1880-х годах маркиз де Рай, французский дворянин, пытался установить французскую власть на острове Новая Ирландия и назвать его Новая Франция. Он заманил на остров ложными обещаниями белых колонистов, продав им сотни гектар бесполезной земли. Многие умерли от малярии и голода, прежде чем остаток колонистов был спасён и эвакуирован в Австралию. Сам маркиз умер позже в доме сумасшедших во Франции. В 1980 году новое государство Вануату (ранее Новые Гебриды), которые провозгласили независимость от Франции, подавили восстание на острове с помощью войск из Папуа — Новой Гвинеи. В течение 1980-х годов Папуа — Новая Гвинея оставалась весьма критически настроенной по отношении к Франции из-за того, что французы испытывали ядерное оружие в южной части Тихого океана (атоллы Муруроа и Фангатауфа). В 1983 году Папуа — Новая Гвинея вместе с Австралией и Новой Зеландией провели научное исследование на атолле Муруроа, но дистанцировалась от доклада, когда выяснилось, что экологические риски от ядерных испытаний французов были незначительными.

## Современные отношения
В апреле 2005 года Майкл Сомаре посетил Нумеа и выразил заинтересованность в расширении сотрудничества с французской Новой Каледонией. Французское правительство заявляло, что сотрудничество продвигается медленно, отметив при этом, что рамочное соглашение по рыболовству между ПНГ и Новой Каледонией, которое вступило в силу 15 октября 2002 года, не привело к существенному росту сотрудничества в этой сфере. В июне 2006 года Папуа — Новая Гвинея приняла участие во втором саммите Франция-Океания в Париже, на котором присутствовал премьер-министр ПНГ Майкл Сомаре.
В ноябре 2007 года провинция Папуа — Новой Гвинеи Оро пострадала от циклона Губа. Франция оказала гуманитарную помощь ПНГ в виде лекарств, очистки воды, поставки продуктов питания и одежды для пострадавших при содействии вооружённых сил Новой Каледонии и в рамках соглашения FRANZ.
Папуа — Новая Гвинея является членом Специального комитета ООН по деколонизации. Французское правительство отметило, что считает позицию Порт-Морсби умеренной по вопросу деколонизации Новой Каледонии (которая, как и Папуа — Новая Гвинея, находится в Меланезии). Национальное собрание Франции поддерживает группу дружбы с Папуа — Новой Гвинеей.

## Экономические отношения
Экономические отношения между странами не развиты. В 2003 году французский экспорт в Папуа — Новую Гвинею составил сумму в 2 млн евро, что составляет всего 0,3 % от импорта этой страны.

## Военное сотрудничество
Вооруженные силы Новой Каледонии сотрудничают с войсками Папуа — Новой Гвинеи в ходе совместных учений. В мае 2005 года прошли совместные учения. С 3 по 6 октября 2006 года бригадный генерал Жиль Роберт, главнокомандующий вооружённых сил Новой Каледонии, участвовал в учениях с войсками ПНГ. В ноябре 2004 года был утвержден план двустороннего сотрудничества между вооруженными силами Новой Каледонии и силами обороны ПНГ в рамках подготовки совместных миротворческих операций.